# Kleine Anjoej
De Kleine Anjoej of (Russisch) Maly Anjoej (Малый Анюй) is een 738 kilometer lange rivier in Aziatisch Rusland, meer bepaald in het noordwesten van de autonome okroeg Tsjoekotka en nabij de monding een klein stukje in het uiterste noordoosten van de autonome deelrepubliek Jakoetië. Het is een van de bronrivieren van de Kolyma, maar stroomt vlak voor de monding daarin samen met de Grote Anjoej om het resterende deel verder te stromen als de Anjoej.

## Loop
De rivier ontspringt op een hoogte van 588 meter in het Bolsjoje Verchnejemeer ("Groot Bovenmeer"; onderdeel van de Gytgylvegyttynmeren) op het Anadyrplateau, iets ten zuidwesten van het grote Elgygytgynmeer. De rivier doorstroomt met name in westelijke richting het middengebergtelandschap ten westen van het Tsjoektsjenschiereiland om uiteindelijk aan de oostrand van het moerassige Laagland van Kolyma samen te stromen met de zuidelijker stromende Grote Anjoej tot de Anjoej, die na slechts 8 kilometer zelf uitmondt in de benedenloop van de Kolyma. Ongeveer 15 kilometer stroomopwaarts (zuidelijk) van de samenvloeiing zijn de Grote en Kleine Anjoej verbonden door een nauwe rivierarm. De belangrijkste zijrivieren van de Kleine Anjoej zijn de Grote Kepervejem (Bolsjoj Kepervejem) en de Pogynden.

## Hydrografie en dierenleven
Het stroomgebied van de Kleine Anjoej omvat ongeveer 49.800 km². De rivier is aan de monding ruim 400 meter breed en twee meter diep. Het debiet bedraagt bij het meetpunt Ostrovnoje, nabij de instroom van de Pogynden gemiddeld 181 m³/sec met een minimum van 0,3 m³/s in april (absoluut < 0,01 m³/sec in februari 1961) en een maximum van 898 m³/s in juni (absoluut 1970 m³/s in 1962).
De rivier is gemiddeld gedurende 9 maanden per jaar bevroren, waarbij ze aan de boven- en middenloop kan bevriezen tot op de bodem. Het hoogwater (dooi) vindt plaats tussen eind mei en juni.
In de rivier komen vissoorten als forel, zalm, trekzalm en de peledmarene (Coregonus peled).

## Menselijke activiteiten
De Kleine Anjoej is bevaarbaar over 102 kilometer, tot aan het dorp Anjoejsk. Het gebied rond de rivier is relatief dunbevolkt. Andere dorpen langs de rivier zijn onder andere Ilirnej, Kepervejem, Ostrovnoje. Aan zijrivier Kepervejem ligt de stad Bilibino met de noordelijkste kerncentrale ter wereld, de Kerncentrale Bilibino, die haar koelwater onttrekt aan de rivier.